# トルバドゥール
トルバドゥール（Troubadour）、トゥルバドゥールは、中世のオック語抒情詩の詩人、作曲家、歌手のこと。リムーザン、ギュイエンヌ（Guyenne）、プロヴァンス、さらに、カタルーニャ、アラゴン王国、ガリシア、イタリアで活躍した。女性のトルバドゥールはトロバイリッツ（Trobairitz）と呼ばれる。
トルバドゥールの詩の多くは、騎士道と、高貴な女性への憧れや恋という宮廷の愛をテーマにしたものであった。特に、人妻となった貴婦人を想う真実の愛の歌が有名である。西ヨーロッパの文学は12世紀に分水嶺があり、それまでは「ローランの歌」にみられるような、粗野で武骨な戦闘的ゲルマン人の一途な騎士魂の発露、武勲詩であり、そこに愛や雅びの精神、女性に対する愛はなかったが、12世紀に南フランスのプロヴァンスで、突然トルバドゥールの愛の抒情詩が歌われるようになった。突如として現われたそれは、ペトラルカ風のソネットに近い、完成された優雅さや繊細な雅びの世界であり、西ヨーロッパにおける「ロマンティシズムの成立」をみることができる。トルバドゥールは、12世紀後半になると北フランスのトルヴェール（trouvères）と、ドイツ側でミンネザングを歌うミンネゼンガーとして発展した。
騎士階級の没落とともに、これらの中世叙情歌も衰退したが、その感性は、ペトラルカやダンテの「ドルチェ・スティル・ヌオーヴォ」の詩人たちに受け継がれていった。

## 語源研究
「troubadour」という語とその同語族の語（trov(i)èro, イタリア語：trovatore、スペイン語：trovador、カタルーニャ語・ガリシア語：trobador）の起源については意見が分かれている。

### ラテン語起源説
英語の「troubadour」は、オック語の「trobador」が古フランス語経由で入ってきたものであるが、オック語の「trobador」は、「転回、方法」を意味するギリシャ語の「τρόπος （tropos）」に由来する俗ラテン語の（仮説）「*tropāre」（トロープス）から派生した動詞「trobar」の名詞相当語句である主格「trobaire」の斜格である、という説がある。ラテン語のルーツとしては他にも「turbare」（ひっくり返る、くつがえす）が考えられる。「trobar」は現代フランス語の「trouver」（見いだす）と語源が同じである。フランス語の「trouver」は斜格の「trouveor」あるいは「trouveur」の代わりに、主格の「Trouvère（トルヴェール）」になり、フランス語はオック語の斜格を取り込み、そこから英語に入りこんだ。「trobar」のオック語の一般的な意味は、「発明する」または「組み立てる」で、それが普通に翻訳された。こうしてトルバドゥールは作品を作り、一方でjoglar （ジョングルールやミンストレル）はそうした歌を演奏するのみだった。この説は、アカデミー・フランセーズ、ラルース大百科事典、プティ・ロベール（フランス語辞典、Petit Robert）によって支持されている。
ギリシャ語→ラテン語→オック語→フランス語→英語という仮説は、Peter Dronke や Reto Bezzola といった、トルバドゥールの詩の起源をラテンの古典形式あるいは中世のラテン語典礼に見いだす人々に支持されている。

### アラビア語起源説
アラビア語起源説は、ラテン語起源説ほど古いものではない。この説を支持しているのは、マリア・ロサ・メノカルなど、トルバドゥールの起源はアラビア語のアル＝アンダルスの音楽の中にあるという意見を持っている研究家たちである。彼女/彼らによると、アラビア語の「tarrab」（歌うこと）が「trobar」の語源であるという。歴史学者の伊東俊太郎は、アラビア語の「タリバ」という動詞の第Ⅳ型からきているのではないかと想定している。
この説を支持する何人かは、文化的な背景からみて、両方の語源とも正しく、愛をテーマとするスーフィズムの宗教的音楽形式が南フランスのアル＝アンダルスから最初に外国に伝わった時、「trobar」とアラビア語の3子音語根「TRB」の間にある音韻論的な一致の意識的かつ詩的な利用があったのではないかと考えている。さらに、「見付ける」「音楽」「愛」「情熱」といった概念（トルバドゥールという語と強く関連する意味領域）は、スーフィズムの音楽議論で重要な役割をつとめ、トルバドゥールという語は、一部がその反映かも知れないアラビア語の単一の語根（WJD）と結びついている。
トルバドゥールの抒情詩の感性は、それ以前の武骨な西ヨーロッパに存在しない新しいものであり、伊東俊太郎は、トルバドゥールの発祥地南フランスが示唆するように、イスラーム・スペインに起源を持ち、それがカタルーニャを経て、ラングドック、プロヴァンスに伝えられたものと考えられるとしている。傍証として13世紀前半に出来上がった愛の歌物語（Chantefable）『オーカッサンとニコレット』を示し、南仏の王子オーカッサンという王子の名はアル＝カーシムというアラビア語の名前をヨーロッパ風になまらせたもので、ニコレットはスペインの東海岸カルタ―ヘナ出身のアラビアの王女であり、トルバドゥールがスペインからプロヴァンスに北上したルートをあたかも示すようである、と述べている。ブリタニカ国際大百科事典 小項目事典 では、本作は「アラブまたはビザンチン起源」とされている。

## イスラーム文明の影響
伊東俊太郎は、当時のイスラーム世界では女性の地位は高く、女性に捧げられる愛も深かったと言え、イスラーム世界で数多く読まれた女性への愛の歌にみられる「雅びの繊細な感性」がスペインで育まれ、西ヨーロッパに受け継がれたと推測している。イスラーム世界の大詩人イブン・クズマーンが作ったジャーザル体という詩形が、トルバドゥールの愛の詩の型に影響を与えたと言われる。
イスラーム世界の愛の歌はウードを奏でて歌われ、トルバドゥールは愛の歌をリュートを奏でて歌ったが、リュートという言葉はウードからきていると言われる。
伊東俊太郎は、「女性への高い評価、女性への『はるかなる愛』」というテーマからも、『アラビアン・ナイト』の世界とトルバドゥールの世界には深い関連があると述べ、その表現の類似性を指摘している。ヨーロッパは12世紀を中心にイスラーム世界に接触し、その先進文化を吸収して自らの文化を発展させており、伊東俊太郎は「西欧世界は12世紀に新しい時代を迎え（12世紀ルネサンス）、そこにトルバドゥールの抒情詩も形成され、新しいヨーロッパ文学の世界が誕生したと言ってよいであろう。」と述べている。

## 代表的なトルバドゥール
- ギヨーム9世 (アキテーヌ公)
- アルナウト・ダニエル
- ジャウフレ・リュデル
- ギラウト・デ・ボルネーユ
- ラインバウト・ダウレンガ
- ラインバウト・デ・ヴァケイラス
- ギラウト・リキエル

## 作品のジャンル
- アルバ - 夜明けが来て別れなければならない恋人たちの歌。
- カンソ - 恋愛の歌。
- コブラ - スタンザ。
- Comiat - 恋人と関係を絶つ歌。
- canso de crozada - 十字軍についての歌。通常、元気づける。
- ダンサ（Dansa）またはBalada - リフレインを含む生き生きした踊りの歌。
- デスコルト - 不調和な歌。
- Ensenhamen - 長い教訓詩。通常スタンザを分けない。
- Enuig - 義憤や侮蔑的感情を表現した詩。
- Escondig - 恋人の陳謝。
- エスタンピー - 踊りの歌。
- Gab - 自慢する歌。挑戦として表明されることが多い。現代のスポーツのシュプレヒコールに似たものが多い。
- Maldit - 淑女のふるまいと性格について説明する歌。
- パルティマン - 2人以上の詩人で交換される詩。
- パストゥレル - 騎士が女羊飼いに求愛する歌。
- Planh - 嘆きの歌。とくに重要人物の死に際して。
- Plazer - 喜びを表す歌。
- Salut d'amor（愛の挨拶） - いつもの恋人ではない別の人への恋文。
- セスティーナ - 高度な構造の韻文。
- シルヴェンテス - 政治的な歌あるいは風刺。
- ソネット - イタリアの詩のジャンル。13世紀にオック語韻文にも導入された。
- テンソ - 2人の詩人による争詩。
- Torneyamen - 3人以上の争詩で審判がつくことが多い（トーナメントのように）。
- Viadeyra - 旅人の愚痴。

### 形式
音楽学者のフリードリヒ・ゲンリッヒはトルバドゥールとトルヴェールの世俗抒情歌の形式を
- 「連祷型」（各句が同じ旋律で歌われるもの）
- 「セクエンツィア型」（宗教曲のセクエンツィアと同様の形式を持つもの）
- 「讃歌型」（アンブロジウス聖歌の一種、アンブロジウスの讃歌：Ambrosian hymnsの形式を基にしたもの）
- 「ロンデル型」（後にフランスの三大定型詩となったもの。「バラード」「ヴィルレー」「ロンドー」）

の4つに分類しているが、トルバドゥールの時代はこのうち、「讃歌型」や、より単純な有節形式が用いられた。
この「讃歌型」には、次の形式がある。
- シャンソン型
  - ab ab cd
  - ab ab cde

大きく分けるとAABとなり、ミンネザングの形式であるバール形式と同じである。
- ロンド・シャンソン型
  - ab ab cdb